# Juma (film)
Juma – polska niezależna komedia kryminalna z 2008 roku w reżyserii Wiktora Kiełczykowskiego. Film miał swoją oficjalną premierę podczas 4. edycji Bartoszki Film Festival.

## Opis fabuły
Mariusz „Cieniu” Cień szykuje się do swojego pierwszego skoku w życiu. Jako zakompleksiony licealista uważający się za intelektualistę, swoim dziwacznym zachowaniem odstrasza od siebie wszystkich normalnych ludzi. Wraz z jedyną osobą, która potrafi z nim wytrzymać, znerwicowanym sąsiadem Jerzykiem zbiera grupkę czterech indywidualistów.
Jednym z nich jest jeden z największych kibiców Legii, łysy idiota o imieniu Dresiu Dresowski, który co rusz odnosi się do swoich korzeni rodzinnych, a zwłaszcza swoich mentorów - dziadków.
Kolejnym człowiekiem w „gangu” jest Karolek, kuzyn Cienia, z którym byłoby wszystko w porządku gdyby nie to, że jest uciekinierem z domu dla obłąkanych. Cała czwórka bez większej wiedzy o złodziejskim fachu, przygotowuje się do największego skoku stulecia, jaki mógł uroić się w głowie nastolatek.

## Obsada
- Martin Stankiewicz jako Mariusz „Cieniu” Cień
- Tomasz Kołomyjski jako Jerzyk
- Michał Płóciennik jako Dresiu Dresowski
- Hubert Szklarski jako Karolek
- Dorota Bierkowska jako Kasjerka
- Jerzy Raszkowski jako Inspektor Kwiatkowski
- Tomasz Orlicz jako lektor (głos)